# Cocchiere

Un cocchiere in piazza del duomo a Milano

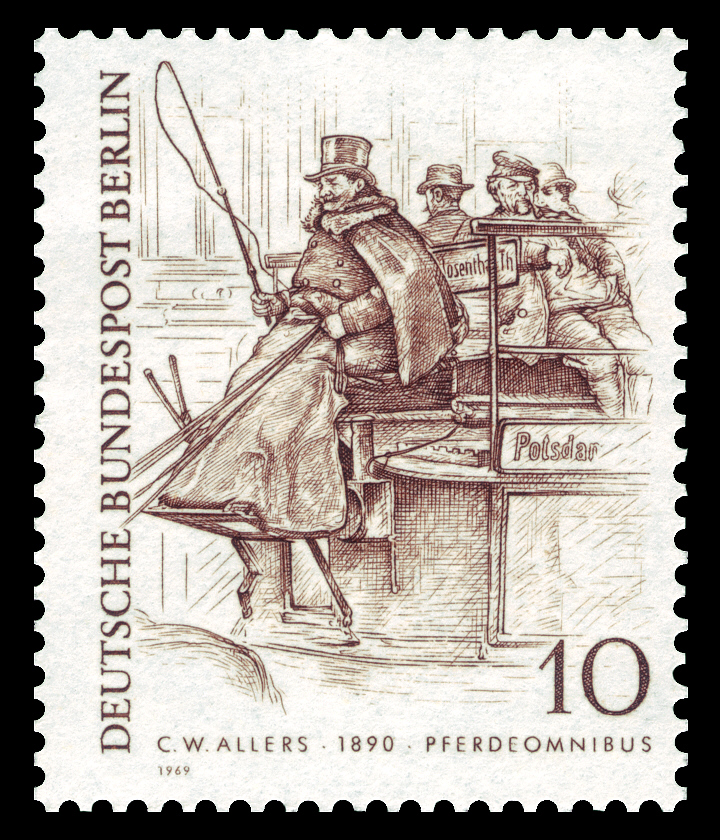
Cocchiere su un francobollo tedesco del 1969 (da un'incisione del XIX secolo)

Il cocchiere è una persona che conduce un veicolo trainato da cavalli, costruito per il trasporto di più passeggeri o di posta.
Nell'antichità era chiamato auriga il guidatore del carro da guerra, al servizio di un condottiero, o della biga nelle competizioni sportive.
Il Santo protettore dei cocchieri è Riccardo di Chichester.

## Etimologia
Il termine cocchiere deriva da cocchio, quasi sicuramente dal latino coccum, cocco, ma vi è anche un'altra etimologia del nome, dove si afferma che essa derivi dall'ungherese kocsi, che significava vagone, tale termine derivava dal villaggio di Kocs, situato in Ungheria.

## Descrizione
Il cocchiere esercita un'attività remunerata per conto di un datore di lavoro, o per proprio conto. Conduce i cavalli stando seduto su un sedile posto solitamente nella parte anteriore della vettura, in posizione elevata.
Alcuni tipi di vetture prevedono che il cocchiere sia affiancato uno o due persone, come nel caso della diligenza.
Il cocchiere era un personaggio importante, soprattutto all'epoca delle grandi diligenze che assicuravano servizi regolari tra le grandi città. Spesso aveva autorità sull'organizzazione del viaggio, regolando i tempi di marcia e le soste. Oggi sono quasi del tutto scomparsi, rimanendo principalmente i cocchieri di vetture per turisti nei centri storici di quelle città in cui le carrozze a cavallo sono ancora ammesse.